# Jack Delano

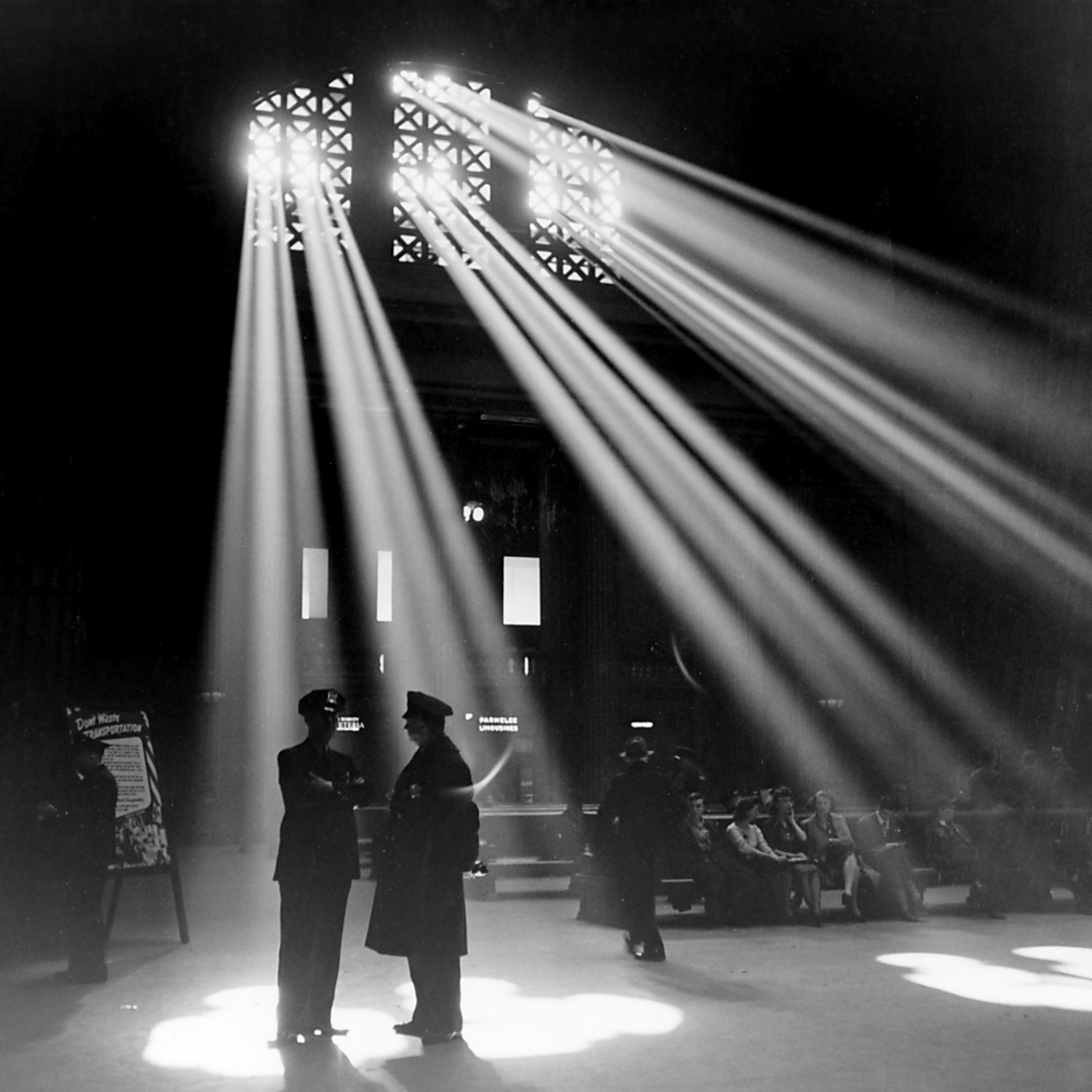
Union Station, Chicago

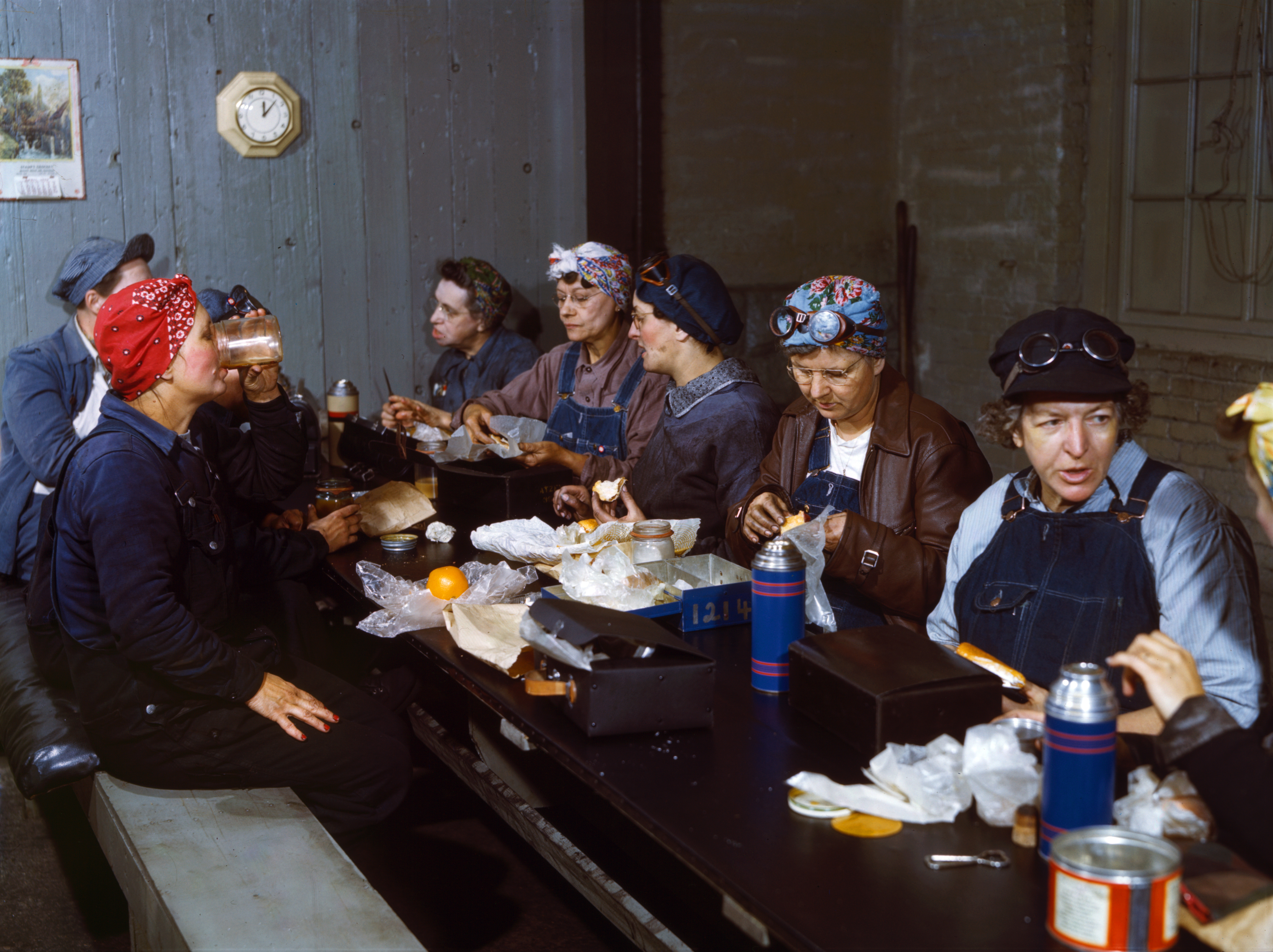
Personallunch på lokstall i Clinton, Iowa, 1943

Jack Delano, ursprungligen Jacob Ovcharov, född 1 augusti 1914 i Voroshilovka, Guvernementet Podolien i Ryssland, numera Ukraina, död 12 augusti 1997, var en amerikansk fotograf och kompositör.
Jack Delanos familj flyttade till USA 1923. Han studerade på en musikskola i Philadelphia och 1928–1932 studerade han illustration på Pennsylvania Academy of the Fine Arts. Därefter tog han initiativ till ett fotoprojekt om kolgruvarbetare i Pennsylvania. Han kom då i kontakt med Roy Stryker och fick anställning som fotograf i Resettlement Administration. 
Som en del av fotoarbetet – då för Resettlement Administrations efterträdare Farm Security Administration – reste han till Puerto Rico 1941. Mellan 1943 och 1946 tjänstgjorde han inom U.S. Army Air Forces. Han bosatte sig därefter permanent i Puero Rico 1946. 
Tillsammans med sin fru Irene arbetade han inom Department of Public Education med att göra film och komponerade också ofta musik för dessa.
År 1957 var Paul Delano medgrundare till utbildningstevestationen WIPR, där han arbetade som producent, kompositör och programdirektör.

## Bildgalleri

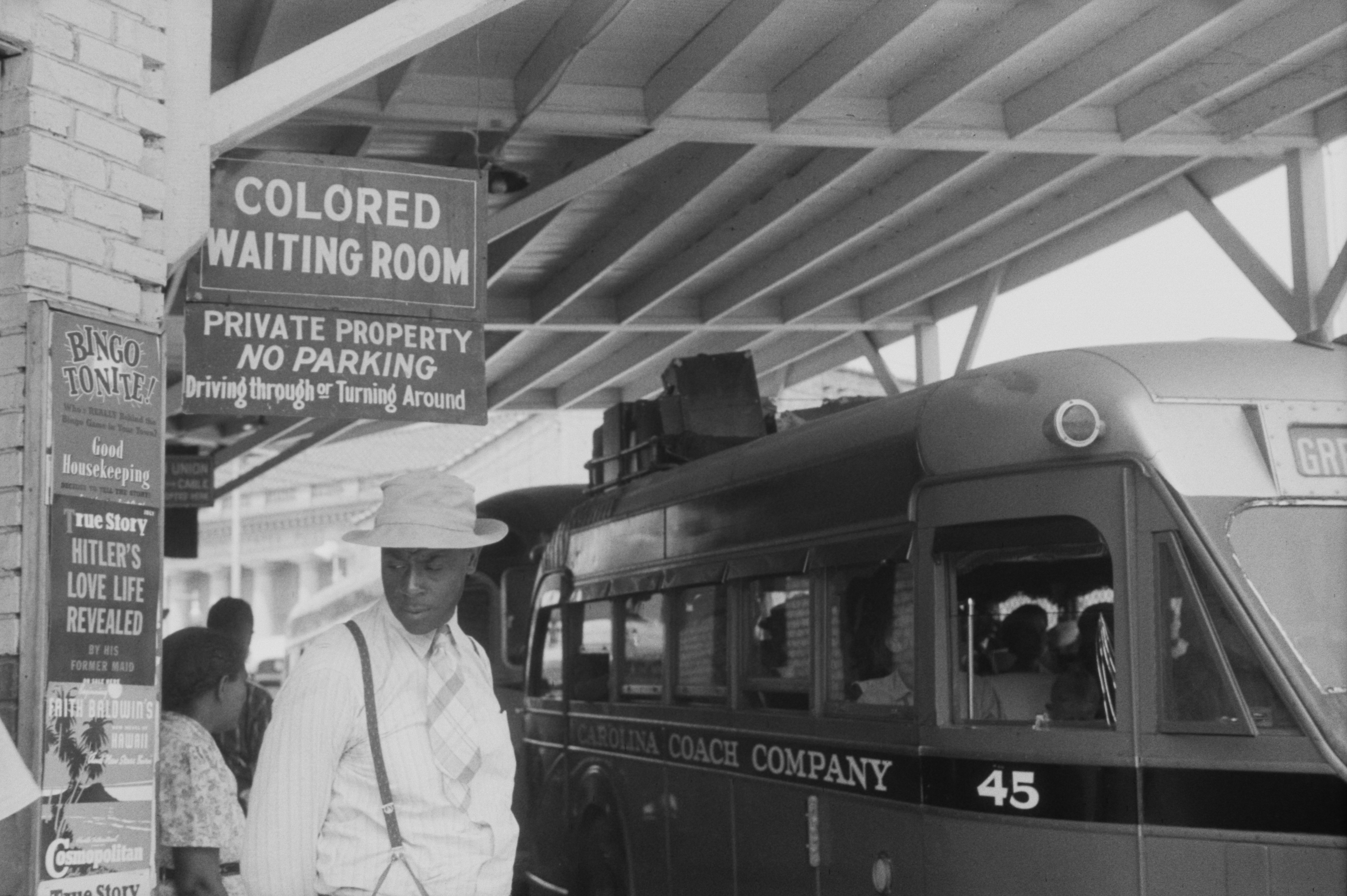
"På busstationen", maj 1940
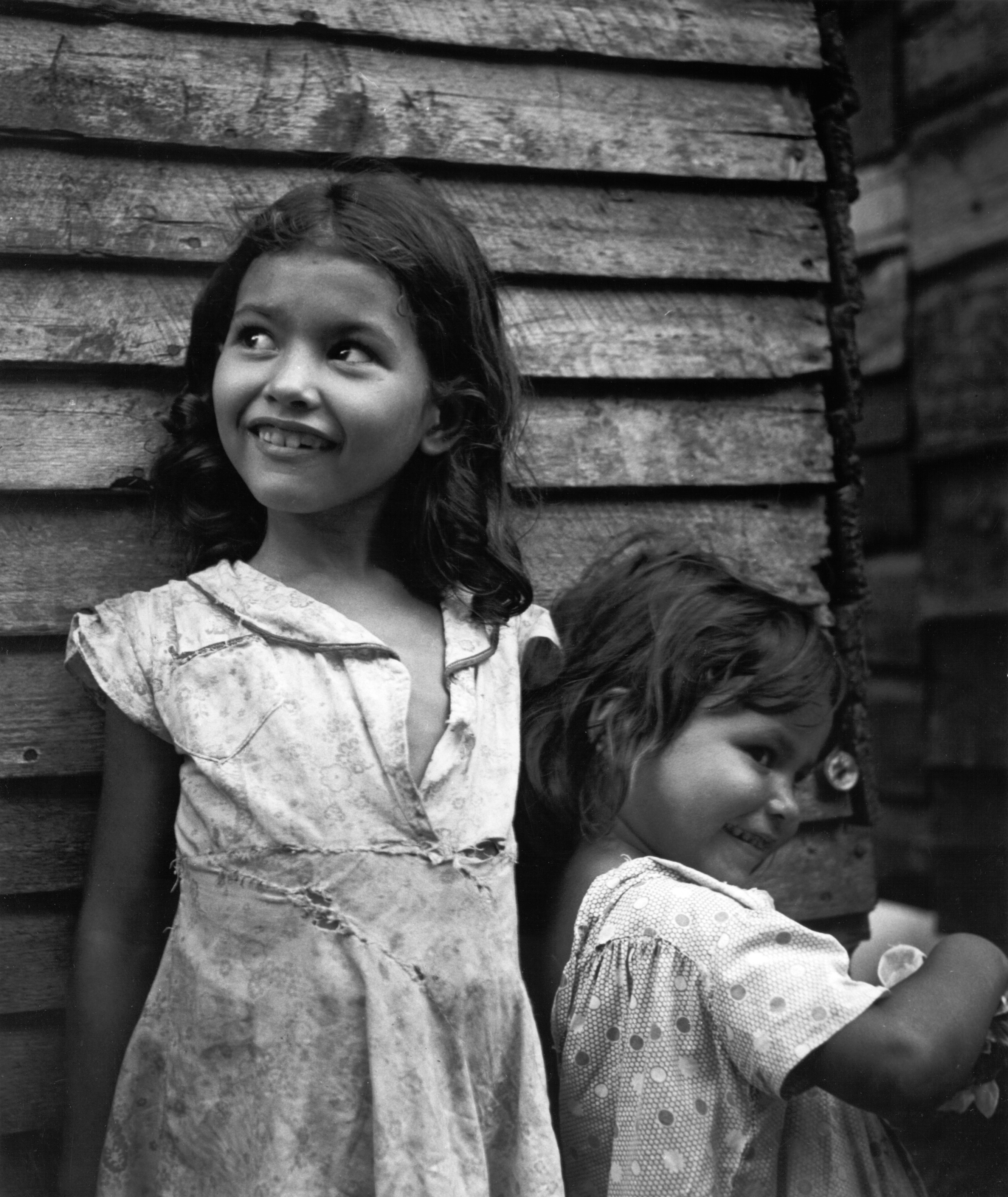
"Barn i Utuado, Puerto Rico", maj 1942
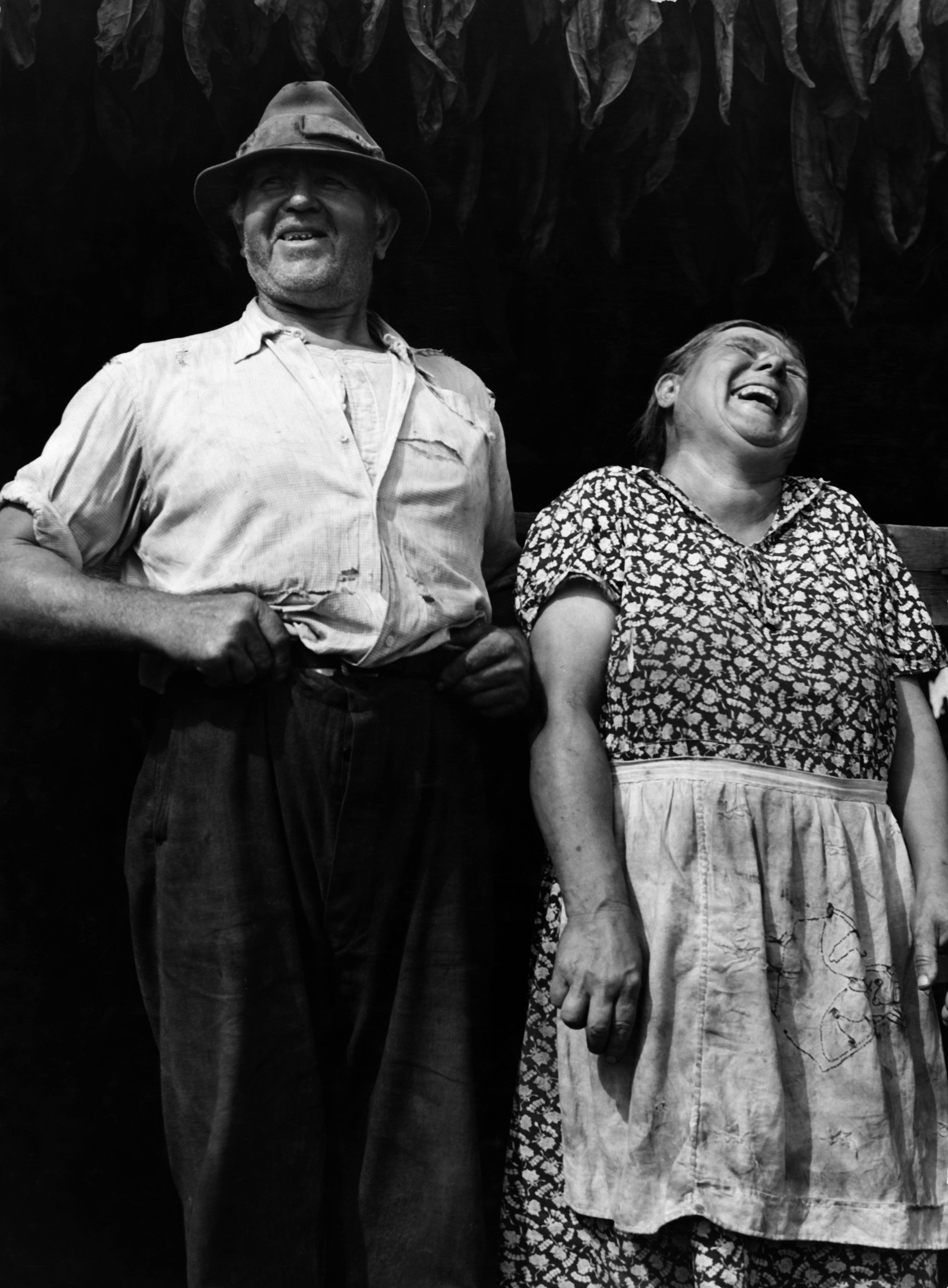
Andrew Lyman med fru, polskättade tobaksodlare utanför Windsor Locks  Connecticut, 1940
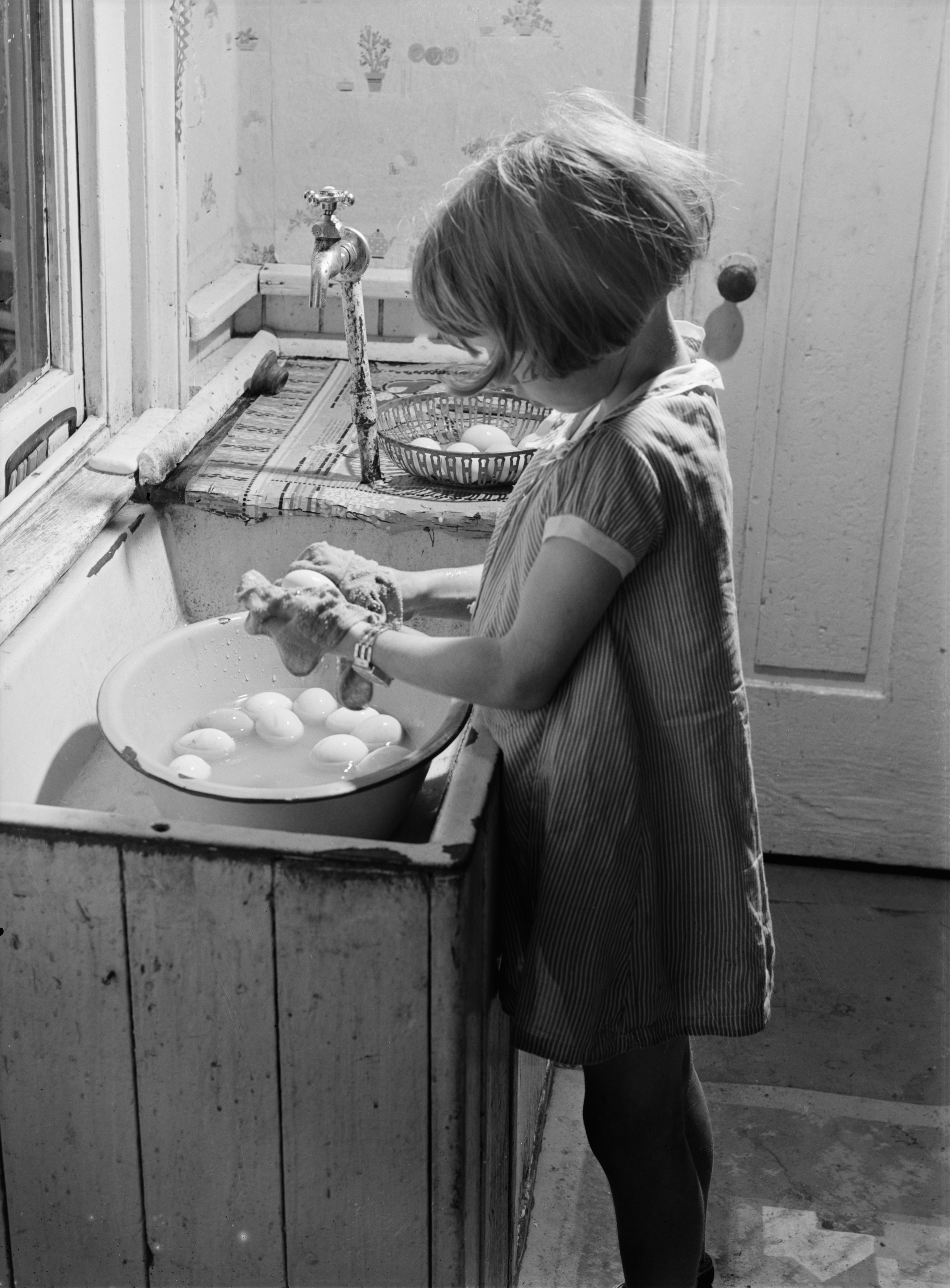
"Tvätt av ägg för att säljas på Tri-County Farmers Co-op Market i Du Bois, Pennsylvania", 1940
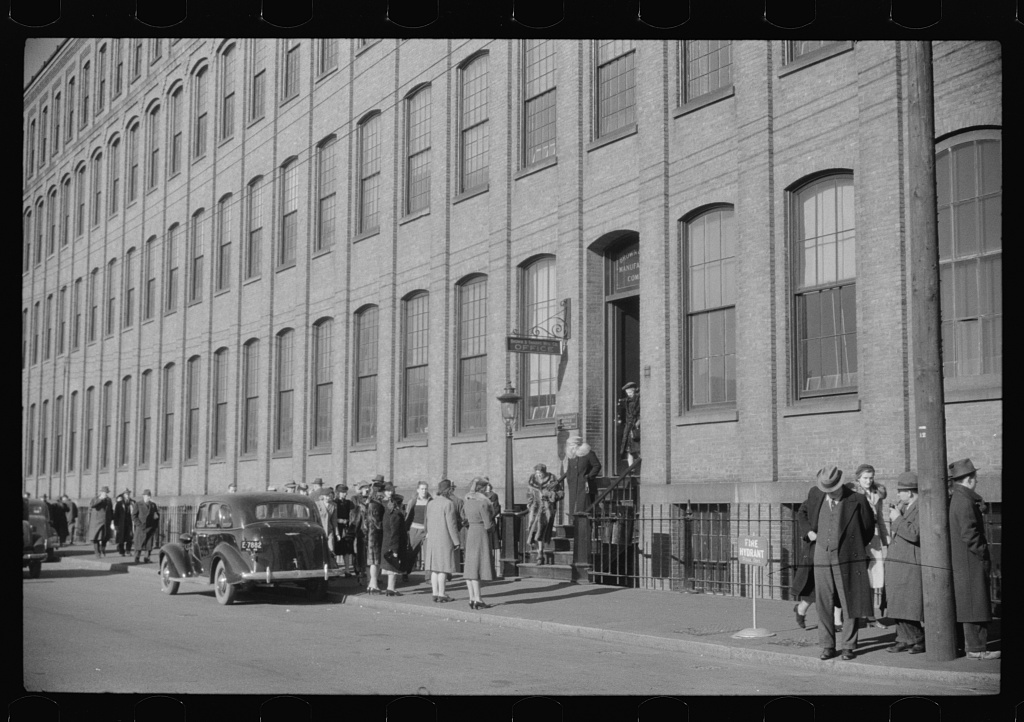
"Anställda som lämnar Brown & Sharpe Manufacturing Company i Providence, Rhode Island", december 1940
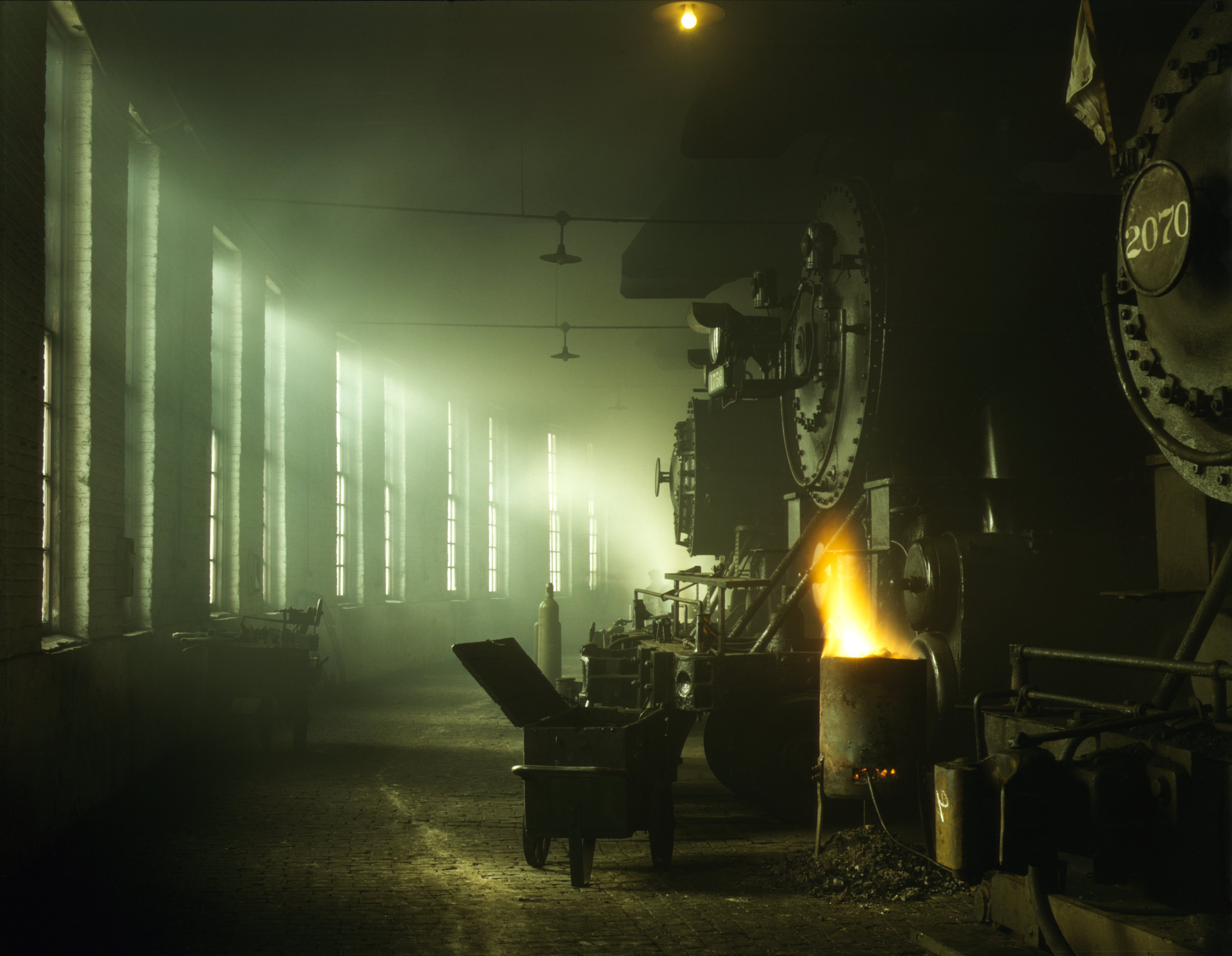
Järnvägsverkstad i Chicago, 1942
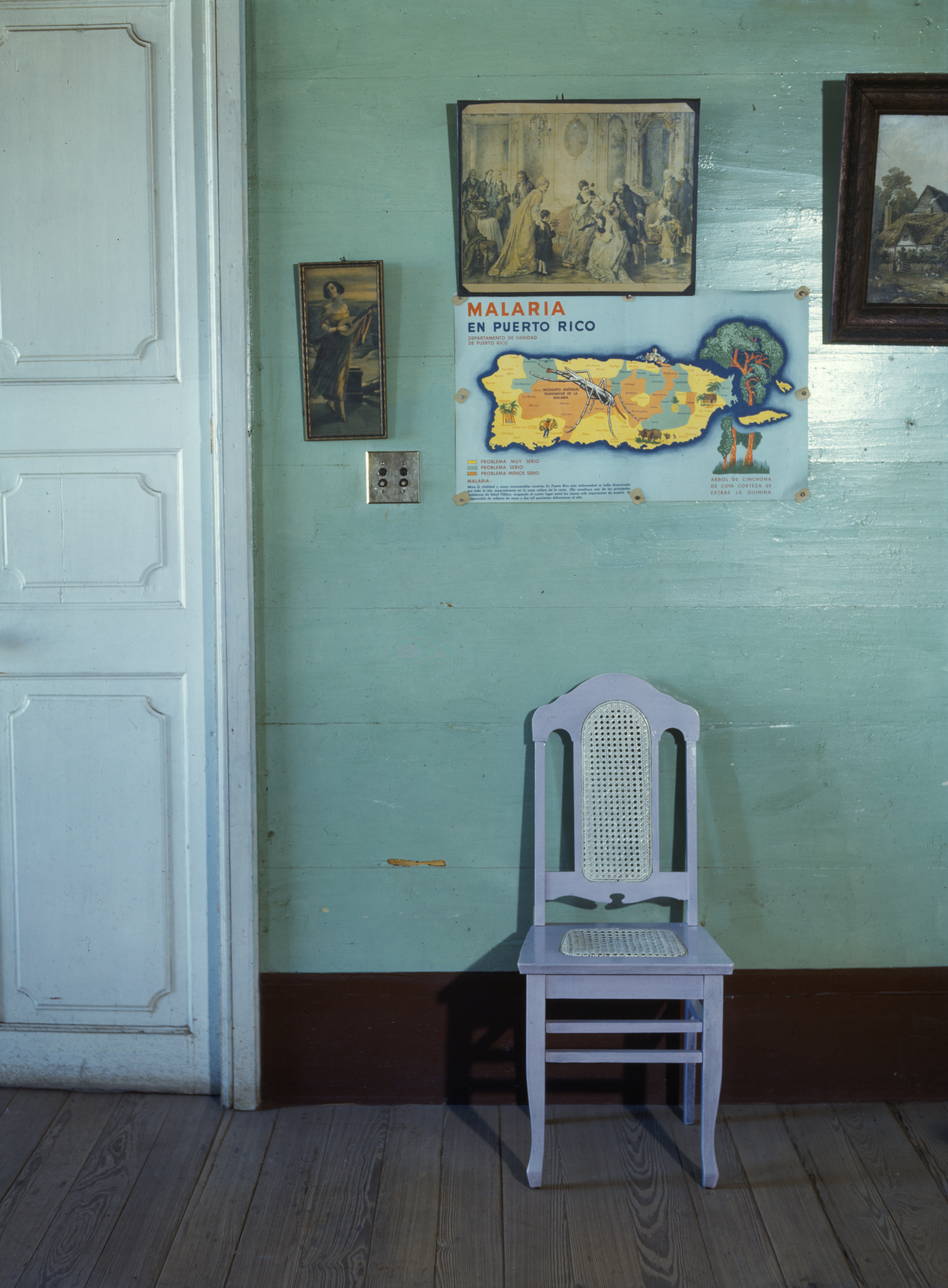
Malariaaffisch i ett litet hotell i Old San Juan, Puerto Rico, 1941